# Васильево-Ханжоновка
Васи́льево-Ханжо́новка — село в Неклиновском районе Ростовской области.
Административный центр Васильево-Ханжоновского сельского поселения.

## География
Село расположено на берегу реки Мокрый Еланчик.

### Уличная сеть
- Улицы: Мира, Молодёжная, Советская, Школьная.
- Переулки: Галухина, Тургеневский.

## Население
| 2010 |
| ---- |
| 541  |

## Инфраструктура
В селе с 1961 года функционирует средняя школа (носит имя А. Д. Зеленковой). Имеются Дом культуры, библиотека, ФАП.
Функционируют предприятия ЗАО АФ «Новый путь», ООО «Нива Приазовья» (2015)

## Памятники и памятные места
- Памятник воинам Великой Отечественной войны — обелиск (1970; ул. Школьная, 9)[3].
- Бюст генералу В. Ф. Маргелову (2018; Парк Победы)[4].